# Karaman (province)
Pour les articles homonymes, voir Karaman (homonymie).
La province de Karaman est une des 81 provinces de la Turquie. Elle se situe dans l'Anatolie de centre. Au nord se trouve la province de Konya et au sud la province de Mersin.

## Origine du nom
À l'époque de Byzance, la ville s’appela Larenda. Les Seldjoukides, la ville changea encore de nom pour devenir Larende. Ce n'est qu'à l'époque des beylicats, que les Karamanoğulları ont fait de la ville leur capitale. Le nom de la ville est donc issu du nom de la dynastie qui a régné dans cet espace.

## Histoire
L'histoire de Karaman remonte à longtemps. Au VIe siècle av. J.-C., la province était dans les frontières de l'État d'Arzawa, un État soumis à l'empire hittite. Karaman était considéré comme un lieu saint pour les populations locales. Au Ve siècle av. J.-C., les Phrygiens, puis les Lydiens avaient contrôlé la ville. Malgré son développement sous le règne d'Alexandre le Grand, la province fut soumise à de nombreux pillages.

À la suite de la division de l'empire romain en 395 apr. J.-C., la province était soumise à l'empire romain d'orient devenu l'empire byzantin par la suite.

En 1071 à la suite de la bataille de Manzikert, les peuples turcs venus d’Asie centrale commencèrent leur domination sur tout l'espace anatolien. En 1165, la ville fut intégrée dans l’État des Seldjoukides sous le règne de Kılıç Arslan Ier. Avec les croisades, la ville était un réel enjeu pour les belligérants. La ville était un haut lieu de pèlerinage sachant que saint Paul avait vécu dans la ville. De nos jours il existe encore des vestiges d'églises et de cathédrales et autre ruines de cette époque. La fin des Seldjoukides avait permis aux Karamanides de s'emparer de la ville puis d'y fonder leur beylicat. La ville fut la capitale de ce sultanat, c'était aussi un centre de commerce et un centre de culture et d'art. À l'apogée des Karamanides, c'était à partir de cette ville que toute l’Anatolie fut jadis administré. Le sultanat des Karamanides passa sous domination ottomane sous le règne de Mehmed II le Conquérant en 1467. Sous les Ottomans, cet ancien beylicat était devenu une province de l’État ottoman. C'est l'une des rares provinces ottomanes à ne pas avoir connu des désastres de la Première Guerre mondiale. Avec la proclamation de la République turque en octobre 1923 cette ancienne province est devenue un département de la province de Konya. Le 15 juin 1989 la ville acquiert le statut de province, c'est la 70e province de Turquie.

## Géographie
Sa superficie est de 9 237 km2. La province se situe sur le plateau anatolien. La province est à son sud traversée par les monts Taurus, dont le sommet culmine à 1 020 mètres. Au nord-ouest, c'est la montagne Noire (Karadağ en turc), un ancien volcan éteint, son sommet se situe à 2 290 mètres. Il y a aussi d'autres montagnes comme Yuntdağı (2 227 m), Oyukludağı (2 427 m), Özyurt Dağı (2 481 m) et Kartaltepe (2 226 m).
La province est traversée par de rares cours d'eau. Le plus important est la  rivière Göksu qui se jette en  mer Méditerranée au niveau de la ville de Silifke.

## Économie
L’économie est plutôt orientée vers le secteur primaire. Avec 35 % des terres consacrées aux cultures, essentiellement axées sur les céréales. L'élevage est aussi un secteur clé, l'un des symboles de la ville est le mouton d'Akkaraman (ses caractéristiques : sa taille plus grande que les autres)
La forêt recouvre 30 % des territoires de la province. L'industrie est aussi fondée sur le secteur primaire, la transformation des céréales (biscuiterie, farine...)
Le transport est assez peu développé, ainsi la ville est traversée par une route nationale, qui relie la capitale Ankara à la Méditerranée. Le transport ferroviaire permet de relier Adana à Konya. Karaman est à 365 km de la capitale, 103 à Konya et à 305 km.   

## Population
Au recensement de 2010, la province était peuplée d'environ 283 210 habitants, soit une densité de population d'environ 31 hab./km2.
| 2000    | 2001    | 2002    | 2003    | 2004    | 2005    | 2006    | 2007    | 2008    |
| ------- | ------- | ------- | ------- | ------- | ------- | ------- | ------- | ------- |
| 214 461 | 216 318 | 217 902 | 219 417 | 221 026 | 222 700 | 224 409 | 226 049 | 230 145 |

| 2009    | 2010    | 2011    | 2012    | 2013    | 2014    | 2015    | 2016    | 2017    |
| ------- | ------- | ------- | ------- | ------- | ------- | ------- | ------- | ------- |
| 231 872 | 232 633 | 234 005 | 235 424 | 237 939 | 240 362 | 242 196 | 245 610 | 246 672 |

| 2018    | 2019    | 2020    | 2021    | 2022    | 2023    | - | - | - |
| ------- | ------- | ------- | ------- | ------- | ------- | - | - | - |
| 251 913 | 253 279 | 254 919 | 258 838 | 260 838 | 263 960 | - | - | - |

## Subdivisions
La province est divisée en 6 districts : Ayrancı, Başyayla, Ermenek, Karaman, Kazımkarabekir et Sarıveliler.

## Tourisme
Un passé de plus de 7 000 années a permis à Karaman d'être un grand centre culturel depuis longtemps. On peut voir de nombreux châteaux issus des diverses dynasties ayant régné sur la province. En plus de nombreuses mosquées, il existe aussi de nombreux vestiges d'églises et cathédrales qui datent du début de notre ère. Ces vestiges datent des premières constructions de la chrétienté.